# Lovagias ügy
A Lovagias ügy Hunyady Sándor 1935-ben írt, később megfilmesített tragikomédiája illetve azonos című novellája. A novella először az Athenaeum Kiadónál jelent meg Az ötpengős leány című kötetben, 1935-ben. Az 1935-ben bemutatott Lovagias ügy Hunyady első darabja, amely Budapestet jeleníti meg, emellett az első olyan is, amely aktuális mindennapi problémával foglalkozik: a filléres gondok és az emberi méltóság összeegyeztethetetlenségével.[forrás?]
A színdarabot először a Színházi Élet című folyóiratban közölték, 1935-ben.

## Cselekménye

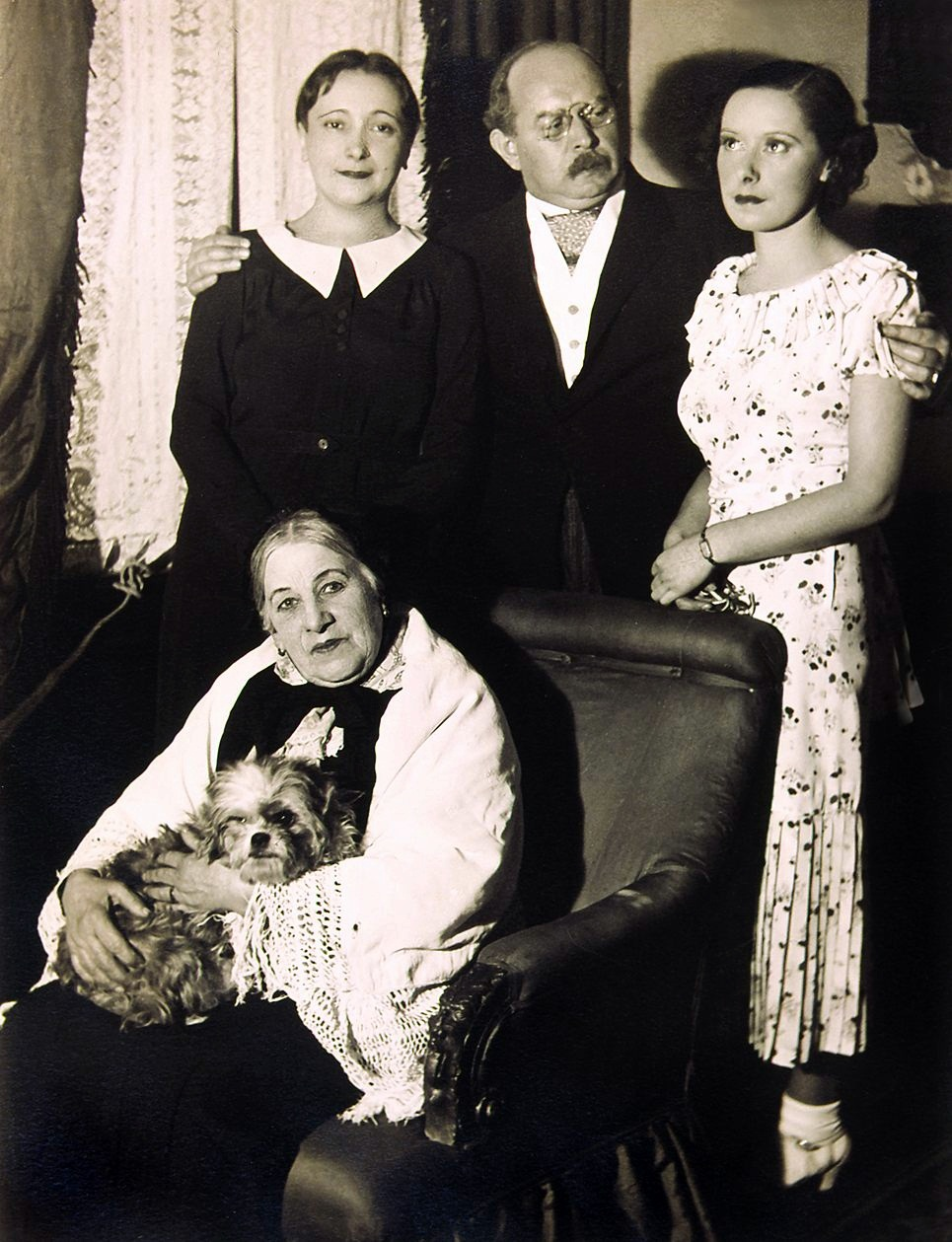
Az eredeti szereposztás: Kabos Gyula (Virág), Sitkey Irén (Virágné), Muráti Lili (Baba), Vágóné Margit (Nagymama)

Az Aesculap orvosi műszernagykereskedő cég irodájában három alkalmazott dolgozik: Virág úr, a tisztes munkában megőszült ötvenes, Gizike, a termetes, ám vonzó gépírókisasszony és Pali, az ifjú és cinikus nővadász. Virág úr Gizikéért eped, de becsületes házasemberként ezt csak apró figyelmességekkel adhatja a nő tudtára, míg Gizikének Pali tetszik, de beletörődött, hogy ő és ez az első osztályú férfi csak pajtások lehetnek. Salgó, a zsugori főnök is legyeskedik Gizike körül, s az ő ajánlataira a gépírókisasszony természetesen nem mondhat nemet. Furcsa szerelmi életét a nő egykedvűen, s a kellő iróniával szemléli. Nem ilyen elégedett azonban a helyzettel Virág úr. Féltékenységében egy semmiség miatt összecsap Palival, s a fiatalember két pofont kever le neki. Virág úr elégtételt követel, majd elviharzik.
Az irodában teljes a tanácstalanság: mi a teendő egy lovagiatlan korszakban egy lovagias üggyel? Virágot ki kell engesztelni, vissza kell hívni. Már írják is a bocsánatkérő levelet, amikor Virág magától visszatér: ő nem engedheti meg magának, hogy önérzetes legyen, hisz egy családot kell eltartania. A becsületbeli ügy nyomasztó érzete alól felszabadult munkatársak túláradó örömmel fogadják Virágot, a cégvezető összetegeződik vele, Pali pedig másnap hivatalos bocsánatkérésre megy Virág lakására. A fiatalember pillanatok alatt albérlőként, majd vőjelöltként találja magát Virágéknál, így a lovagias ügy a véres elintézés helyett csendes megbékéléssel végződik.

## Bemutatói
A Lovagias ügy Hunyady nagy sikerű drámái közé tartozik, az ősbemutató óta többször került színre magyar színpadokon, ezenkívül Milánóban és Rómában is játszották 1937-ben.[forrás?] Az 1935-ös bemutatón a Pesti Színházban Kabos Gyula (Virág), Gombaszögi Ella (Gizike), Muráti Lili (Baba) és Ráday Imre (Pali) játszották a főbb szerepeket. Az ősbemutató után nem sokkal film is készült belőle, mégpedig a rendezőóriás Székely István rendezésében, itt is Kabos Gyula a főszereplő, talán egyik legnagyobb alakításával.
Később, 1964-ben játszották a Kis Színpadon Bilicsi Tivadar (Virág) és Csala Zsuzsa (Gizike) főszereplésével, majd 1993-ban a Soproni Petőfi Színházban Mikó István, Borbás Gabi és Csákányi Eszter, 1996-ban pedig Agárdy Gábor és Tóth Éva formálták meg Kabos és Gombaszögi legendás szerepét.
2012-ben a Karinthy Színház mutatta be újra, Verebes István rendezésében, Bajor Imre, Csoma Judit, Lorán Lenke, Balázsovits Edit, Árpa Attila szereplésével.  2017-ben a zalaegerszegi Kvártélyház szabadtéri színház mutatta be a darab zenés változatát Tompagábor Kornél rendezésében.